# Ali Khan al-Maraghi
Hadjdji Ali Khan al-Maraghi Hadjib al-Dawla (1807-1867) fou un funcionari qajar, fill de Husayn Khan Mukaddam al-Maraghi.

## Biografia
De molt jove va entrar al servei del futur xa Muhammad Mirza (fill del llavors hereu Abbas Mirza) com a ghulam. El 1824 Muhammad Mirza va ser nomenat hereu i Ali Khan va rebre el càrrec de sanduqdar; el mateix any Muhammad va pujar al tron i Ali fou nomenat cap de la casa reial (khwansalar). Va caure en desgràcia el 1845 i va buscar refugi a Qom on fou detingut per orde del xa i per salvar-se va haver de pagar una gran quantitat, sent enviat a l'exili a Transoxiana. A la mort de Muhammad Xah (1848) la vídua Mahd-e ʿOlyā va assolir la regència durant poc més de tres mesos i va nomenar en aquest temps a Ali Khan com a administrador en cap (nazer) i recaptador d'impostos a Gilan. Nàssir-ad-Din Xah Qajar el va confirmar en el càrrec.
El ministre en cap Mirza Taki Khan el va nomenar farrāš-bāšī (ministre de la cort). El xa va destituir al primer ministre la tardor del 1851 i va ordenar la seva mort, i Ali Khan es va presentar voluntàriament per executar la sentencia.
Després d'un atemptat dels babis contra la vida del xa (1852) Ali Khan va detenir al cap dels babis bahai Husayn Ali Nuri, i va rebre llavors el títol de Hadjib al-Dawla. El nou primer ministre Agha Khan Nuri, era parent de Husayn Ali Nuri, que per tant fou hostil a Ali Khan però finalment va acabar cooperant amb ell. Com a cap de la casa reial era el segon poder del govern.
Agha Khan Nuri fou deposat l'agost de 1859 i tres dies després Ali Khan fou destituït, i acusat de malversació, però fou perdonat al cap d'un any per intercessió de Mahd-e ʿOlyā i enviat com a governador al Khuzestan amb el títol de Zia al-Mulk., Va poder tronar a Teheran el 1861 i fou designat com a ministre de la cort (wazir-e darbar) i membre del consell d'estat (dar al-shura-ye dawlati).
Després va servir com a ministre de justícia (wazir-e adliya) (1862) i al cap d'un any va rebre el títol d'Itimad al-saltana. El 1865/1866 fou nomenat ministre de fundacions pietoses (wazir-e wazayef va awqaf) i al cap d'uns mesos nomenat governador de la província de Hamadan.
Va morir a Teheran l'1 d'agost de 1867 i fou enterrat a Qom. Va deixar diversos fill dels quals cal destacar l'historiador Muhammad Hasan Khan Itimad al-saltana, que va escriure sobre la història dels qadjar.